# Юлія Стрейчі
Юлія Стрейчі (14 серпня 1901–1979) — англійська письменниця, народилася в місті Аллахабад, Індія, де її батько, Олівер Стрейчі, старший брат Литтон Стрейчі, були цивільними службовцями. Її мати, Рубі, мала швейцарсько-німецьке походження. Письменниця жила в Англії, де вона працювала як модель на Пуаре, як фотограф, і як читач видавця, перш ніж вона приступила до кар'єри в романі-письмовій формі. Її, мабуть, найкраще пам'ятають за її роботу «Весела Погода для весілля», книга, яку спочатку опублікував Хогарт Прес і пізніше передрукувало видання Книги Перферстоуна.

## Ранні роки життя
Юлія Стрейчи провела перші шість років свого життя в Індії перед поїздкою до Лондона. Після розлучення батьків, вона переїхала із тіткою Елеонор Рендел до Мелбурі, на Кенсінгтон-Хай-стріт. Чотири роки потому, Юлія була відправлена у школу-інтернат Brackenhurst; в той час Олівер Стрейчи розпочав новий роман з близькою подругою Рендел, Рейею Костелл, племінницею Еліс Сміт Персалл, пізніше дружиною британського філософа Бертрана Рассела. Юлія, у свою чергу розробила тісну дружбу з Еліс, яку вона ласкаво називала «тьотя Лоо». Сміт незвичайним і часто дивним почуттям гумору довго мала тривалий ефект на літературному стилі Джулії.

## Блумсбері і за його межами
У 1932 році ексцентричний і дотепний твір «Весела Погода для весілля» був опублікований видавництвом Хогарт . Вірджинія Вулф писала: "Я думаю, що це чудовий твір — завершений, різкий та індивідуальний. І через зв'язки із її дядьком Литтоном, і імен яке вона зробила для себе через свої твори, Джулія незабаром була інтегрована в групу Блумсбері, де відвідала багато заходів. Ці унікальні досліди зробили сильний вплив на твори її художньої літератури. До 1964 року, Юлія була також завзятим членом клубу мемуари Блумсбері, де вона й інші її члени обговорювали і писали про свої спільні спогади.
У 1927 році Юлія вийшла заміж за скульптора Стівена Томлин. Вони розлучилися в 1934 році Протягом цього періоду, Юлія заробляла на життя, пишучи оповідання для журналів. Це було також початком її письменницької кар'єри. У 1939 році, вона зустріла художника (пізніше критика) Лоуренса Гоуїнга, якому було тільки 21 років. Пара відправилася жила разом тридцять років, п'ятнадцять з них одруженими, в Ньюкаслі і в Челсі, де Говінг закохався в іншу жінку.
Існує дуже мало інформації, що відноситься до смерті Юлії Стрейчі, крім того, що воно мало місце в 1979 році, за винятком.

## Видані твори
- «Весела Погода для весілля» («Cheerful Weather for the Wedding)(1932), передруковано видавництвом Книги Перферстона в 2009 році
- «Фрагменти щоденника»(«Fragments of a Diary») (1940)
- «Місто піонер»(«Pioneer City») (1943)
- «Людина на пірсі»(«The Man on the Pier») (1951), передруковано Penguin в 1978 році під назвою «Людина зсередини»
- «Animalia», твір опублікований видавництвом New Yorker під назвою "Ти не можеш витягнути мене звідси? (1959)
- «Доповнення сезону»(«Complements of the season»), оповідання, опубліковане видавництвом Turnstile One,, під редакцією В. С. Pritchett.

## Також дивіться
Перелік людей із Групи Блумсбері